# Batalla del río Lys
El 10 de mayo de 1940, al inicio de la batalla de Francia, Alemania invadió Bélgica, con el objetivo de penetrar rápidamente el frente francés franqueando el río Mosa en Sedán y más al norte en Dinant, Houx o Yvoir. Desde los primeros combates de diversión que tuvieron lugar más al norte, a lo largo del Canal Alberto, las tropas especiales alemanas se apoderaron de la fortaleza de Eben Emael, que tenía reputación de inconquistable. Esta derrota y la penetración hacia el Mosa (los días 13 y 14 de mayo) llevaron al Ejército de Bélgica a replegarse prácticamente sin combatir hasta la línea Amberes-Wavre, luego al río Escalda y finalmente al río Lys. Tras este río, aunque poco propicio para una batalla de contención, una buena parte del ejército belga combatió ferozmente entre el 23 y el 28 de mayo de 1940, no cediendo más que algunos kilómetros de terreno a las poderosas divisiones alemanas. Únicamente el simple combate de Vinkt provocó más de 150 muertos y 1500 heridos a los alemanes el 27 de mayo.

## Posición de las tropas belgas, su defensa encarnizada

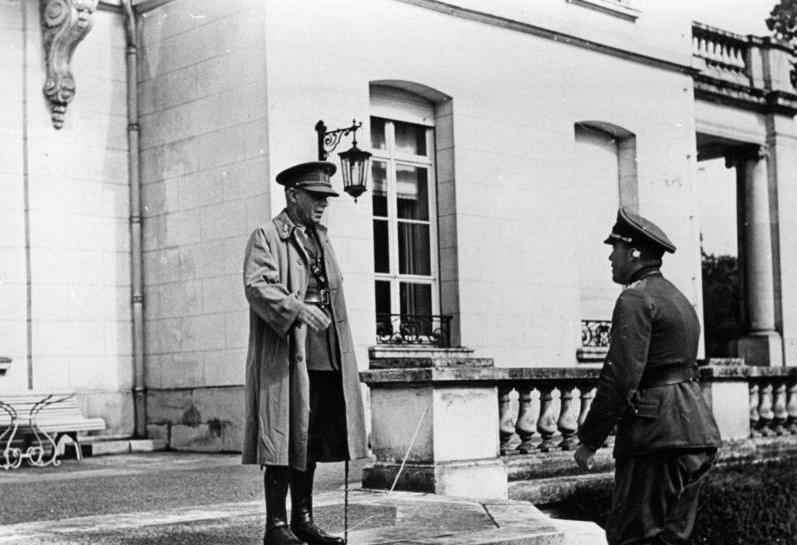
Rendición belga.

Los soldados belgas ocupaban el río Lys (la fina línea azul sobre la mancha roja que indica el avance alemán con la ruptura hacia el mar en Abbeville, en el mapa inferior) entre Menin y Deinze (en las cercanías de Gante, Ghent en el mapa en inglés), y se sostenían igualmente en retaguardia en un canal de derivación existente entre Deinze y el mar (paralelo a la frontera entre Bélgica y Holanda). Luego se verá con mayor detenimiento, pero de las ocho divisiones flamencas de infantería desplegadas tras el Lys, cinco (en grados y de modos distintos) defeccionaron, mientras que las 3.ª, 5.ª, 8.ª, 10.ª, 15.ª y 17.ª divisiones de infantería valonas (sin incluir las divisiones de cazadores de las Ardenas), no se hundieron sino bajo el fuego enemigo, siendo aun capaces de infligirle una fuerte derrota el 27 de mayo en Vinkt.
El frente se rompió el día 27 a mediodía. El comandante en jefe del Ejército de Bélgica, el rey Leopoldo III de Bélgica decidió esa misma tarde el envío de un parlamentario a los alemanes. Estos exigieron la capitulación incondicional del ejército para el 28 de mayo por la mañana, la entrega de todo el material militar y el libre acceso hasta el mar. En ese momento pareció oportuno –aunque sea aun hoy en día objeto de controversia- que esta decisión del rey de Bélgica se tomara sin demasiado contacto con los aliados británicos y franceses. El consejero militar del rey, general Raoul van Overstraeten, pensaba que el ejército belga habría podido resistir todavía un tiempo. Es cierto que la capitulación incondicional del ejército belga dejó al descubierto el flanco derecho de las tropas británicas que iban a iniciar las operaciones de reembarco en Dunkerque. Y es igualmente cierto que las tropas británicas y francesas sostuvieron hasta el día 4 de junio el perímetro alrededor de Dunkerque, es decir, hasta bastante tiempo después de la capitulación belga en el mismo teatro de operaciones. Esta es la opinión de Henri Bernard, profesor honorario en la Escuela Real Militar
Todo parece demostrar que una buena parte de los soldados valones, sobre todo, pero también una parte importante de los soldados flamencos no libraron aquí un combate "desesperado" sino, por el contrario, un combate que esperaban victorioso contra un adversario temible (por los recuerdos de 1914 en la Primera Guerra Mundial y por el carácter totalitario del régimen nazi alemán). Los historiadores militares miden la combatividad de las tropas en razón del número de muertos y heridos de las unidades participantes. Hervé Hasquin ha mostrado que el 51,3 % de los soldados muertos en las operaciones estaban domiciliados en Valonia, el 39,9 % en Flandes y el 8,8 % en Bruselas, aun cuando la población valona solo representaba entonces poco más de un tercio de la población total.

En la víspera de la batalla del Lys

## Problemas políticos planteados por la capitulación
Por el hecho de capitular y constituirse en el mismo acto en prisionero de guerra junto con sus soldados, el rey Leopoldo III atrajo sobre sí las iras del francés Paul Reynaud, pero también del británico Winston Churchill y del propio gobierno de Bélgica, dirigido por el católico valón Hubert Pierlot, que creía necesario que el rey prosiguiese la lucha fuera del territorio nacional codo a codo con los Aliados. Es lo que el gobierno belga finalmente decidió hacer, manteniendo de este modo a Bélgica en la guerra en el bando Aliado, contra la opinión del rey.

## Las defecciones de divisiones flamencas, factor de la derrota e inquietud de Leopoldo III
Es igualmente innegable que varios regimientos de tropas flamencas de infantería se batieron sin convicción en la línea del Lys. Lo que permite diferenciar a los regimientos valones de los flamencos es el hecho de que el Ejército belga hubiera efectuado ya la segregación lingüística de sus unidades en 1938. Varias obras han analizado la pertenencia lingüística de las unidades y el orden de batalla del Ejército belga en 1940. Aquí únicamente se hará mención de la infantería.
Por ejemplo, el 23 de mayo, se rindió una gran parte de la 16.ª División de Infantería [DI] (que se entregó al enemigo en Gante), al igual que la 13.ª DI. El 25 de mayo por la mañana, la 4.ª DI (cuyo 15.º Regimiento de Línea se rindió voluntariamente a los alemanes sin combatir, lo que trajo consigo la derrota de la División), se hundió y fue la 1.ª División de Cazadores de las Ardenas la que colmató la brecha así creada. La energía de la respuesta de esta unidad, que causó 1500 muertos y heridos al 225.º RI alemán está en el origen de la Masacre de Vinkt, que presenta analogías con otras atrocidades cometidas por los alemanes en 1914, durante la invasión de Bélgica en los primeros días de la Primera Guerra Mundial. Para terminar, diversas unidades de la 12.ª DI y de la 9.ª DI se descomponen en los días siguientes. Según Raoul Van Overstrateten y Francis Balace, estas defecciones de unidades flamencas influyeron en la decisión del rey, atemorizado por la idea de que estas diferencias de comportamiento en su ejército no llevasen a los alemanes a reeditar su política de los años 1914-1918 a favor de los separatismos flamenco y valón. El comandante Hauteclerc estima que las defecciones se produjeron por la propaganda del VNV, que explotaba las malas condiciones sociales de los soldados (tanto flamencos como valones). Otra pista debe ser igualmente analizada, la correspondiente al recuerdo de las atrocidades alemanas, de memoria más viva en las zonas valonas, así como el sentimiento de injusticia lingüística de la Primera Guerra Mundial Con el Gobierno, la ruptura era completa en el plano político, y así se mantuvo respecto del monarca.

## LaFlamenpolitiky los prisioneros de guerra
La suerte de los militares belgas no estaba clara en el momento de la capitulación, ya que los alemanes no habían decidido aún qué hacer con ellos. Decidieron mantenerlos en cautiverio y a partir de fines de mayo 225 000 fueron transportados a Alemania, en tren o barco. Los oficiales fueron internados en los Oflags (Offizierslager), principalmente en Prenzlau, Tibor y Lückenwalde. Los demás militares fueron enviados a los stalags (Soldatenlager).

### Orígenes de esta política
En el cuadro de la Flamenpolitik, Adolf Hitler liberó a los soldados, suboficiales y oficiales de reserva flamencos. Aunque numerosos militares francófonos, entre ellos prácticamente la totalidad de los bruselenses, así como los soldados procedentes de la región de Arlon, lograron superar las pruebas lingüísticas a que se les sometió (o fueron liberados de oficio) y recibieron el Entlassungsschein que les permitía regresar a sus casas, la mayoría de los soldados que no hablaban lenguas germánicas fueron mantenidos en cautiverio hasta el final de la guerra. En total, unos 70 000 prisioneros de guerra belgas, entre ellos únicamente unos 2500 neerlandófonos. Entre los 67.634 prisioneros domiciliados en Bélgica en vísperas de la guerra censados por la OTAD en diciembre de 1944, el 90,2% lo estaban en las provincias valonas, el 5,1% en Bruselas y el 3,5% en Flandes (esencialmente los cuadros del ejército profesional), a lo que debe sumarse un 1,2% de franceses domiciliados en Bélgica en mayo de 1940. Esta medida discriminatoria y vejatoria fue aplicada para exacerbar los problemas de relación intercomunitaria en Bélgica y para intentar lograr una mayor colaboración de los habitantes del norte del país para facilitar la germanización y la arianización de Bélgica. La tasa de prisioneros por cada mil habitantes era de 20 como media en Valonia, de 0,5 en Flandes y de 3 en Bruselas. La mala voluntad alemana respecto de los valones es clara: el profesor Willy Bal incluso ha escrito, de forma provocadora, que desde 1940, Hitler reconocía la identidad valona. El doctor Gebhardt, general de las SS y médico  personal de Hitler, declaró el 4 de junio de 1940 al consejero militar del rey que El problema de los prisioneros es complejo; ya que será resuelto en el sentido racial. Los soldados flamencos serán liberados; los soldados valones quedarán en cautividad. Hay que resignarse. Si solo hubiese habido flamencos en el ejército habríamos entrado en Bélgica sin disparar un solo tiro. Flandes había perdido el recuerdo de la Primera Guerra Mundial. Por el contrario, los valones lo habían mantenido vivo. Algunos monumentos, algunas conmemoraciones lo proclaman.... Gebhardt se refería especialmente a los monumentos en recuerdo de las atrocidades alemanas, como el de Dinant.

### No conceder ningún privilegio a los valones
El 14 de julio de 1940, el OKH, el Alto Estado Mayor alemán daba a conocer las instrucciones de Hitler: El Führer no ha tomado aun una decisión definitiva sobre el futuro del Estado belga. Desea mientras tanto que se favorezca de todos los modos posibles a los flamencos, incluyendo el retorno de los prisioneros de guerra flamencos a sus casas. A los valones no hay que concederles ningún privilegio... El 10 de abril de 1940, Hitler había dictado órdenes para separar a flamencos de valones: los habitantes de Bruselas, sea cual sea su regimiento, deben ser considerados como flamencos si son de lengua flamenca... El 20 de mayo el Völkischer Beobachter, diario oficial del Partido nazi, señalaba que los habitantes de Amberes no manifestaban traza alguna de odio contra Alemania. El 23 de mayo, el OKH ordenó que no se bombardeasen las ciudades flamencas. Además, William Shirer en Rise and Fall of the Third Reich, sobre la base de los recuerdos del general alemán Franz Halder, estima que la orden dada a los tanques alemanes el 25 de mayo de no avanzar hasta Dunkerque, aún si podía tener razones militares, podía tenerlas también políticas: Hitler no quería que la batalla final decisiva, que inevitablemente provocaría grandes daños a la población, se desarrollase en un territorio habitado por el pueblo flamenco... No obstante, Jean Stengers cree que la principal razón de la preferencia hitleriana respecto de los flamencos era de orden ideológico, es decir, étnico o racista. Para el historiador Philippe Destatte, sin embargo, la motivación de alguno de los regimientos valones durante la Campaña de los Diecicocho días va a reforzar —incluso a determinar— la actitud diferente que Hitler adoptará respecto de flamencos y valones, y cita la orden de Walther von Brauchitsch del 22 de mayo (según Henri Bernard) de ahorrar sufrimientos a las ciudades flamencas.

## Uno de los orígenes de laCuestión real
El sentimiento de esta injusticia entre los valones, la consciencia en algunos de que las tropas flamencas habían defeccionado ante el enemigo, la oposición a la política del rey de acomodo ante el vencedor alemán entre otros (oposición manifestada igualmente en Flandes), el mayor compromiso de los valones en la Resistencia (siete veces más sabotajes en Valonia que en Flandes durante la guerra), son razones que hicieron crecer durante los años de la ocupación alemana un malestar muy profundo que se iba a manifestar desde el momento mismo de la Liberación y luego más brutalmente al regreso del rey Leopoldo III el 22 de julio de 1950 a Bélgica, tras haber sido mantenido al margen durante cinco años tras la Liberación. Los violentos disturbios posteriores al 22 de julio son el epílogo de la cuestión real, trágico enfrentamiento del que el recuerdo de los incidentes en el río Lys (recordados el 20 de octubre de 1945 en el Congreso Nacional Valón) explica, al menos en parte, su aspereza.

## Cita
El escritor valón Willy Bal que mandaba un pelotón en el 12.º Regimiento de Línea (3.ª División de Infantería) escribe en Au soya dès leus (Al sol de los lobos), el desamparo de los soldados (texto escrito en valón de Jamioulx):
la Lys! lès-awènes froncheneut au vint dou Sud,

lès tchans d'lin,

èl soyaz d'mé...  èn'don, mès camarâdes,

què ç'ît vrèmint bièsse dè s'fe tuwer pa dou si bia tins!

lès près câsimint bons a fautchî,

més si on intindeut come dès mârtias su l'aglèmia,

c'ît lès mitrayeûses...

lès mitrayeûses qui cruwodint pas-t't-avau no djonèsse,

qui cruwôdint...

Traducción:
¡El Lys! La avena ondula al viento del sur,/Los campos de lino, /El sol de mayo...bien, compañeros míos, +/¡Cuan estúpido era hacerse matar durante un tiempo tan apacible!/Los prados estaban ya casi a punto para la siega,/Pero se escuchaban como martillos golpeando el yunque, /Eran las ametralladoras,/Las ametralladoras que segaban de con golpe de guadaña a nuestra juventud,/ Que la segaban... 